# Universal Pulse
Universal Pulse es un mini-LP y décimo álbum de estudio de la banda estadounidense de rock alternativo, 311, que fue publicado el 19 de julio de 2011 por 311 y ATO Records. Fue grabado entre 2010 y 2011 en los estudios The Hive en North Hollywood, Los Ángeles, California.
Tiene una duración de casi 29 minutos, lo que lo convierte en el álbum más corto jamás lanzado por 311, así como su primer lanzamiento en su propia compañía discográfica independiente.

## Lanzamiento
Al igual que su disco predecesor, Uplifter, este álbum fue producido por Bob Rock, quien ha producido o diseñado álbumes de numerosos artistas, como Metallica, Aerosmith, Mötley Crüe, Bon Jovi, The Cult, Our Lady Peace y The Offspring. A diferencia de álbumes anteriores en los que su sello discográfico solicitó que la batería se grabara en una ubicación alternativa, esta vez todas las pistas, incluida la batería, se grabaron en Hive Studio. Para apoyar el álbum, 311 invitó a Sublime with Rome a coencabezar el Unity Tour 2011, con invitados especiales DJ Soulman y DJ Trichrome.
El trabajo de arte fue realizado por Sonny Kay. Con solo ocho canciones y una duración de menos de treinta minutos, es su álbum más corto hasta la fecha.
El primer sencillo del álbum, «Sunset in July», fue lanzado el 3 de junio de 2011. El segundo sencillo del álbum, «Count Me In», fue lanzado el 4 de octubre de 2011.

## Recepción
El editor de AllMusic, Stephen Thomas Erlewine, le dio a Universal Pulse un 2.5 sobre cinco, comentando: «Dentro del relieve nítido de la producción inmaculada de Bob Rock, esto puede significar que las guitarras con tonos fuzz y los riffs crujientes están subrayados enérgicamente: son la base de este inusual rock orientado al álbum 311, pero en esta atmósfera cristalina perforan, no golpean», y concluye que «Universal Pulse puede ser agotador incluso en su duración de media hora».
Consequence of Sound le dio al álbum un 3.5 sobre cinco y declaró que es el mejor álbum de la banda desde From Chaos, diciendo: «Una vez que este álbum ha completado su primera rotación completa, hay una necesidad inmediata de volver a tocarlo. Es corto, dulce y un seguimiento perfecto de donde estaba la banda en 2009».

## Lista de canciones
| CD    |                    |                                                           |                         |          |  |
| N.º   | Título             | Letras                                                    | Voz principal           | Duración |  |
| 1.    | «Time Bomb»        | Nick Hexum, Tim Mahoney, SA Martinez, Aaron "P-Nut" Wills | SA Martinez, Nick Hexum | 3:16     |  |
| 2.    | «Wild Nights»      | Hexum, Martinez, Chad Sexton                              | Hexum, Martinez         | 3:38     |  |
| 3.    | «Sunset in July»   | Hexum, Martinez, Wills                                    | Hexum, Martinez         | 3:56     |  |
| 4.    | «Trouble»          | Hexum                                                     | Hexum                   | 3:32     |  |
| 5.    | «Count Me In»      | Hexum, Martinez                                           | Hexum, Martinez         | 3:27     |  |
| 6.    | «Rock On»          | Hexum, Martinez, Sexton                                   | Hexum, Martinez         | 3:29     |  |
| 7.    | «Weightless»       | Hexum, Martinez                                           | Hexum, Martinez         | 3:19     |  |
| 8.    | «And a Ways to Go» | Hexum, Martinez, Wills                                    | Martinez, Hexum         | 4:18     |  |
| 28:55 |                    |                                                           |                         |          |  |

## Personal
Créditos adaptados de las notas del álbum.
| 311 - Nick Hexum – vocalista principal, guitarra - SA Martinez – voces - Chad Sexton – batería, mezclas - Tim Mahoney – guitarra - P-Nut – bajo, coros | Producción - Bob Rock – productor, ingeniero - Giff Tripp – ingeniero - Jason Walters – Gerente de estudio Hive - Joe Gastwirt – masterización |

## Posicionamiento en listas
| Lista (2011)                                  | Mejor posición |
| --------------------------------------------- | -------------- |
| Estados Unidos (Billboard 200)                | 7              |
| Estados Unidos (Billboard Rock Albums)        | 2              |
| Estados Unidos (Billboard Digital Albums)     | 4              |
| Estados Unidos (Billboard Independent Albums) | 1              |
| Estados Unidos (Billboard Alternative Albums) | 2              |
| Estados Unidos (Billboard Tastemaker Albums)  | 1              |